# Romániai katolikus egyház
A romániai katolikus egyház a Romániában található római katolikus, görögkatolikus és örmény katolikus egyházmegyék összességét jelöli.
Noha ezek az egyházak elkülönülnek és saját szervezeti felépítéssel, hierarchiával és intézményrendszerrel rendelkeznek, a Romániai Katolikus Püspöki Konferenciát valamennyi részegyház és felekezet vezetői közösen alkotják.
A 2002-es népszámlálás szerint az ország lakosságának 4,7%-a (1 028 401 fő) római katolikus és 0,9%-a (195 481 fő) görögkatolikus.
A romániai magyarság felekezeti megoszlása szempontjából az egyház a második legnépesebb történelmi magyar egyháznak számít (a református után). A római katolikus hívek 57%-a magyar.

## Egyházszerveződés
Az országban 2 érseki tartományban összesen 6 római katolikus egyházmegye található, melyek közül 2 főegyházmegye. A görögkatolikus egyház egyetlen érseki tartományát 6 egyházmegye alkotja, melyből egy főegyházmegye. Az örmény katolikus ordináriátus külön egyházmegyét alkot, ugyanakkor az élén álló apostoli kormányzó személye megegyezik a gyulafehérvári római-katolikus érsek személyével.

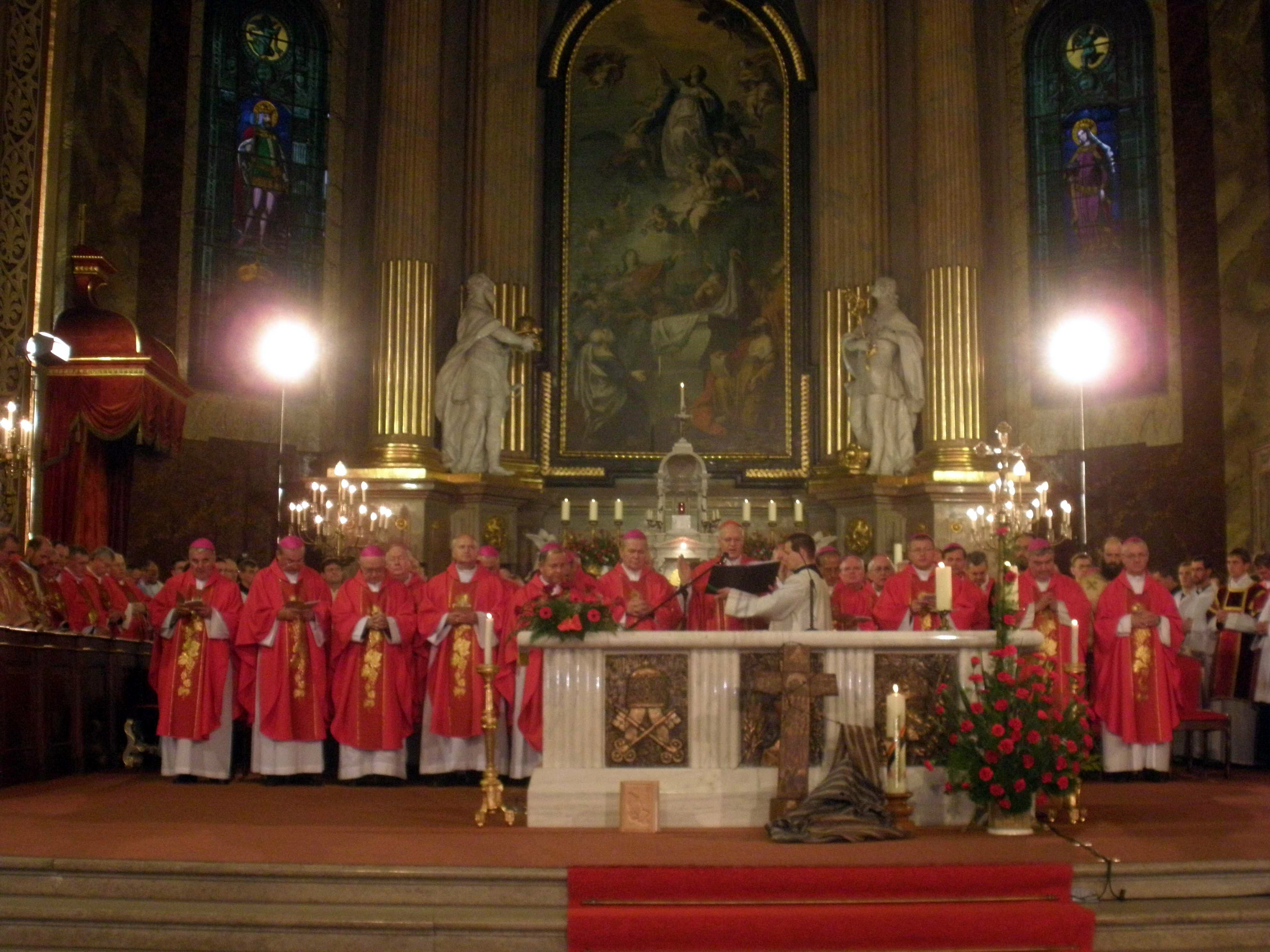
Püspökök könyörgése Nagyváradon, Bogdánffy Szilárd boldoggá avatásán

Az országban található egyházmegyék:
- Bukaresti főegyházmegye
  - Jászvásári egyházmegye
  - Nagyváradi római katolikus egyházmegye
  - Szatmári római katolikus egyházmegye
  - Temesvári egyházmegye
- Gyulafehérvári főegyházmegye
  - Romániai örmény katolikus ordináriátus
- Fogaras–Gyulafehérvári görögkatolikus főegyházmegye
  - Kolozsvár–Szamosújvári görögkatolikus egyházmegye
  - Lugosi görögkatolikus egyházmegye
  - Máramarosi görögkatolikus egyházmegye
  - Nagy Szent Vazul egyházmegye
  - Nagyváradi görögkatolikus egyházmegye

Továbbá Bukarestben székel a Romániai Apostoli Nunciatúra, mint a pápa küldöttje és a Romániai Katolikus Püspöki Konferencia mely az ország egyházmegyéinek munkáját hangolja össze. A Gyulafehérvári Római Katolikus Érsekség közvetlenül az Apostoli Szentszék joghatósága alá tartozik, és a többi egyházmegyétől függetlenül működik.

## Hívek

### Római katolikusok

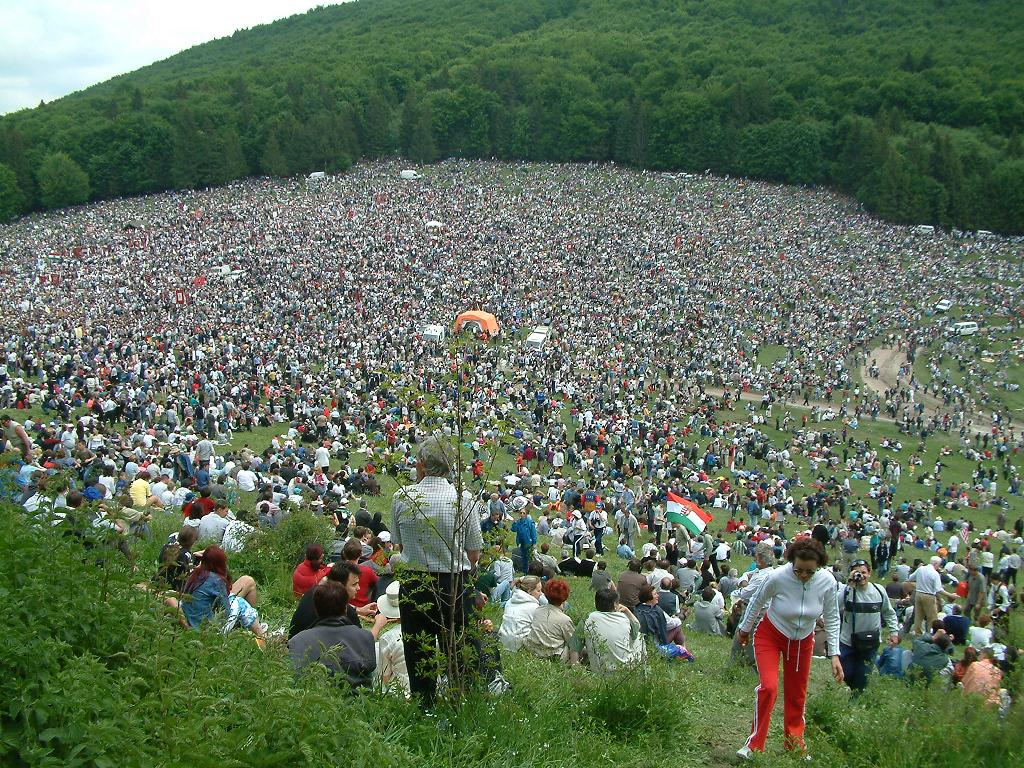
Hívek tömege a csíksomlyói búcsún

A romániai római katolikus hívek elsősorban Erdélyben és Moldvában, illetve a fővárosban és a regát nagyobb városaiban élnek.
Az erdélyi római katolikusok elsöprő többsége magyar nemzetiségű. A romániai magyarok közül 587 033 ember vallotta magát római katolikusnak a 2002-es népszámlálásokon (ezzel a magyar hívek a teljes romániai római katolikusság 57,08%-át teszik ki).
A híveknek csupán egy töredékét teszik ki az egykor sokkal jelentősebb számú német (főként bánsági és szatmári sváb) katolikusok, illetve a román katolikusok. Utóbbiak, a kisebb, hagyományosan római katolikus csoportoktól eltekintve (például az avasi románok, az úgynevezett "vasányok" egy kisebb része hagyományosan római katolikus), leginkább Moldvából települtek át, vagy vegyes házasságok elrománosodott sarjai. Jelentős román ajkú közösségek váltak görögkatolikusból római katolikussá a kommunizmus alatti erőszakos ortodox államegyházi törekvések elleni tiltakozásul (a Ceaușescu-rezsim üldözte és bebörtönözte a görögkatolikus papságot, a templomokat államosította és az ortodox egyház tulajdonába bocsátotta, a híveket az ortodox államvalláshoz csatlakozni kötelezték, eltekintve a magyar görögkatolikusoktól, akiknek a templomai megmaradhattak, noha papjaik szintén kegyetlen üldöztetésnek voltak kitéve).
A moldvai római katolikusok többsége román ajkú hívő, eltekintve a magyar ajkú csángóktól. A magukat csángónak (vagy - kisebb részben - magyarnak) vallók aránya az összes katolikus mintegy negyedét teszi ki Moldvában, a magyar ajkú csángók azonban ennél kevesebben vannak.
A főváros és a nagyobb regáti városok római katolikusai zömmel román nemzetiségű hívek, de természetesen ezekben is, ahogyan Moldvában is akadnak - főként Erdélyből áttelepült - magyar ajkú hívek.
A legjelentősebb katolikus népességet tömörítő megyék: Hargita megye (212 937), Bákó megye (119 618), Kovászna megye (80 432), Temes megye (72 094), Szatmár megye (66 247) és Neamț megye (60 483).
| A római katolikusok száma az erdélyi megyékben: |                         |                          |                          |
| Megye                                           | Római katolikusok száma | A megye magyar lakossága | A megye teljes lakossága |
| Hargita*                                        | 212 937                 | 276 038                  | 326 222                  |
| Kovászna*                                       | 80 432                  | 164 158                  | 222 449                  |
| Temes*                                          | 72 094                  | 50 556                   | 677 926                  |
| Szatmár                                         | 66 247                  | 129 258                  | 367 281                  |
| Bihar                                           | 55 500                  | 155 829                  | 600 246                  |
| Maros                                           | 55 287                  | 228 275                  | 580 851                  |
| Arad*                                           | 46 651                  | 49 291                   | 461 791                  |
| Máramaros*                                      | 30 336                  | 46 300                   | 510 110                  |
| Kolozs                                          | 25 923                  | 122 301                  | 702 755                  |
| Krassó-Szörény*                                 | 23 698                  | 5 824                    | 333 219                  |
| Brassó*                                         | 23 179                  | 50 956                   | 589 028                  |
| Hunyad*                                         | 21 352                  | 25 388                   | 485 712                  |
| Szilágy                                         | 6 358                   | 57 167                   | 248 015                  |
| Szeben                                          | 6 203                   | 15 344                   | 421 724                  |
| Fehér                                           | 4 927                   | 20 684                   | 382 747                  |
| Beszterce-Naszód                                | 3 624                   | 18 349                   | 311 657                  |

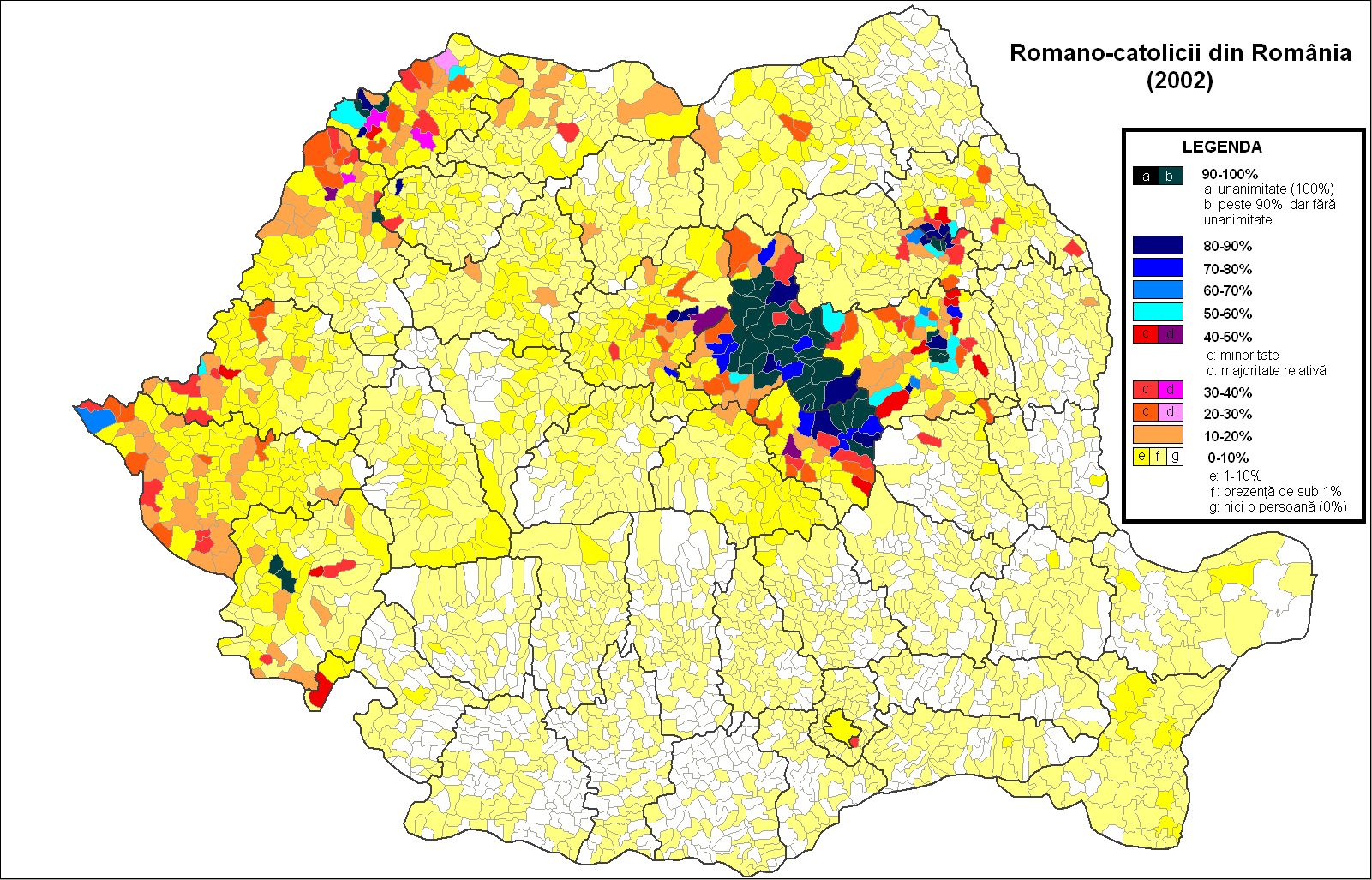
A római katolikusok jelenléte Romániában (2002)

* Megyék, ahol a magyarságon belül a katolikusok vannak (abszolút vagy relatív) többségben. 
A római katolikus egyházmegyék közül a legnépesebb a Gyulafehérvári főegyházmegye. Ezt követi a Jászvásári egyházmegye, a Temesvári egyházmegye és a nagyváradi római katolikus egyházmegye. A Bukaresti főegyházmegye a maga mintegy 91 500 hívével csupán az ötödik legnagyobb egyházmegyéje a romániai római katolikus egyháznak, egyedül a Szatmári egyházmegyénél népesebb.
| A római katolikus egyházmegyék, a híveik és a parókiák száma szerint |                                    |              |                                        |
| Egyházmegye                                                          | Főpásztor                          | Hívek száma* | Esperességek (és főesperességek) száma |
| Gyulafehérvári főegyházmegye                                         | Nm. és Ft. Jakubinyi György érsek  | 440 000      | 15                                     |
| Bukaresti főegyházmegye                                              | Nm. és Ft. Ioan Robu érsek         | 91 500       | 6                                      |
| Temesvári egyházmegye                                                | Nm. és Ft. Martin Roos püspök      | 160 000      | 11                                     |
| nagyváradi római katolikus egyházmegye                               | Nm. és Ft. Böcskei László püspök   | 108 012      | 7                                      |
| Szatmári egyházmegye                                                 | Nm. és Ft. Schönberger Jenő püspök | 90 000       | 7                                      |
| Jászvásári egyházmegye                                               | Nm. és Ft. Petru Gherghel püspök   | 240 746      | 10                                     |

* A hívek számát az egyház saját adatai szerint tüntettük fel

### Görögkatolikusok

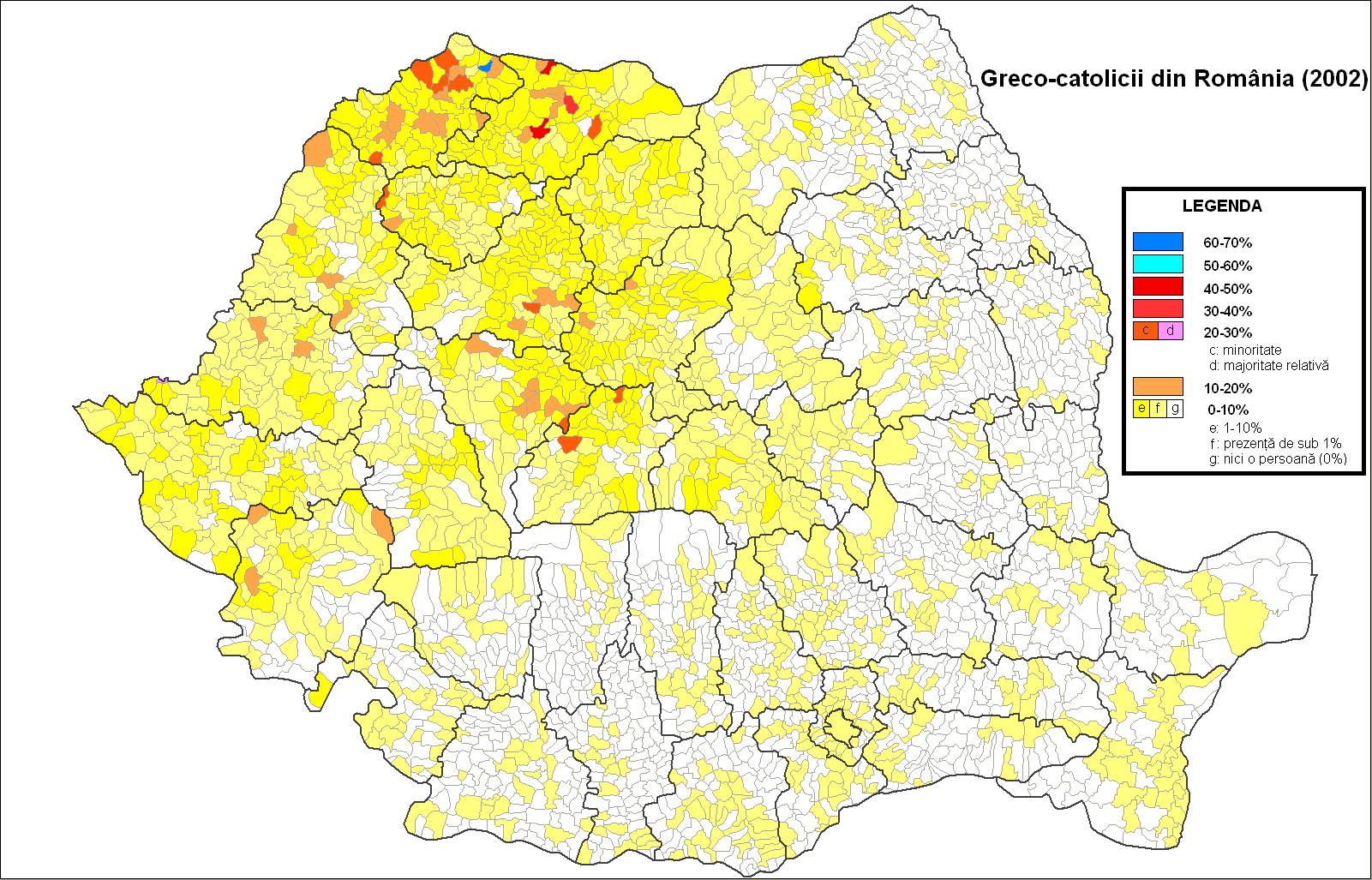
A görögkatolikusok jelenléte Romániában (2002)

A görögkatolikus hívek elsöprő többsége Erdélyben él és román nemzetiségű. Az ország nyugati részein vannak jelentősebb magyar görögkatolikus gyülekezetek (főleg a Partiumban), az északi-északnyugati területeken pedig ruszin (ukrán) görögkatolikus közösségek is. A 2002-es népszámlálási adatok szerint az egyháznak 191 556 híve volt, akik közül 160 896 román, 19 645 magyar, 6 148 roma, 1 721 ukrán (ruszin, rutén), 1 542 pedig német volt. Az egyház saját kimutatásai ennél jóval több, 700 ezret meghaladó számú hívet számlálnak (szerintük a "rejtőzködés" oka az ortodox-görögkatolikus ellentét).
A román görögkatolikus egyháznak egy főegyházmegyéje és öt további egyházmegyéje (köztük a Cantoni Szent György egyházmegye, Canton (Ohio) központtal). Folyamatosan küzd elállamosított tulajdonainak visszaszerzéséért, legalább a városokban. Noha nem igényelték vissza valamennyi templomukat, csak - számarányukhoz mérten - a legfontosabbakat, sok városban (így például Marosvásárhelyen vagy Naszódon) a mai napig sem kapták vissza azokat (olykor jogerős bírósági döntések ellenére sem), az ortodox egyház és számos ortodox politikus, közéleti és médiaszereplő részéről folyamatos akadályoztatásnak és támadásoknak vannak kitéve (lásd: román görögkatolikus egyház).

### Örmény katolikusok
Az örmény katolikus közösségek Románia-szerte elvesztették örmény identitásukat, de megőrizték az örmény rítusú vallásgyakorlást. A Kárpátokon túli örmények közül kevesen katolikusok (inkább örmény apostoli ortodoxok). A maradék örmény rítusú közösségek (Gyergyószentmiklós, Szamosújvár) inkább a magyarságba asszimilálódtak. Ez indokolta magyar ajkú apostoli adminisztrátor kinevezését az örmény egyházmegye élére.

## Intézmények
- Gyulafehérvári Hittudományi Főiskola
- Jászvásári Hittudományi Főiskola
- Szent László Római Katolikus Gimnázium, Nagyvárad
- Hám János Római Katolikus Iskolaközpont, Szatmárnémeti
- Kalazanczi Szent József Római Katolikus Iskolaközpont, Nagykároly
- Caritas
- Római Katolikus Hitoktatói Kar, Babeș–Bolyai Tudományegyetem, Kolozsvár

## Püspöki konferencia

A Romániai római katolikus egyház egyházmegyéi és egyháztartományai

A püspöki konferenciát a római katolikus, görögkatolikus és örmény katolikus egyházi vezetők közösen alkotják. A konferencia tagjai:
- Nm. és Ft. Dr. Jakubinyi György gyulafehérvári érsek, a Romániai örmény katolikus ordináriátus apostoli kormányzója
- Nm. és Ft. Ioan Robu bukaresti érsek-metropolita
- Nm. és Ft. Tamás József gyulafehérvári segédpüspök, valabriai címzetes püspök
- Nm. és Ft. Cornel Damian bukaresti segédpüspök, iziri címzetes püspök
- Nm. és Ft. Böcskei László nagyváradi püspök
- Nm. és Ft. Tempfli József nyugalmazott nagyváradi püspök
- Nm. és Ft. Schönberger Jenő szatmári püspök
- Nm. és Ft. Martin Roos temesvári püspök
- Nm. és Ft. Petru Gherghel jászvásári püspök
- Nm. és Ft. Aurel Percă jászvásári segédpüspök, maurianai címzetes püspök
- Ft. Lucian Mureșan fogaras-gyulafehérvári görögkatolikus főérsek-metropolita
- Ft. Virgil Bercea nagyváradi görögkatolikus püspök
- Ft. Claudiu Lucian Pop kolozsvár-szamosújvári görögkatolikus püspök
- Ft. Alexandru Mesian lugosi görögkatolikus püspök
- Ft. Vasile Bizău máramarosi görögkatolikus püspök

Románia pápai nunciusa: Msgr. Miguel Maury Buendia  címzetes érsek

## Galéria

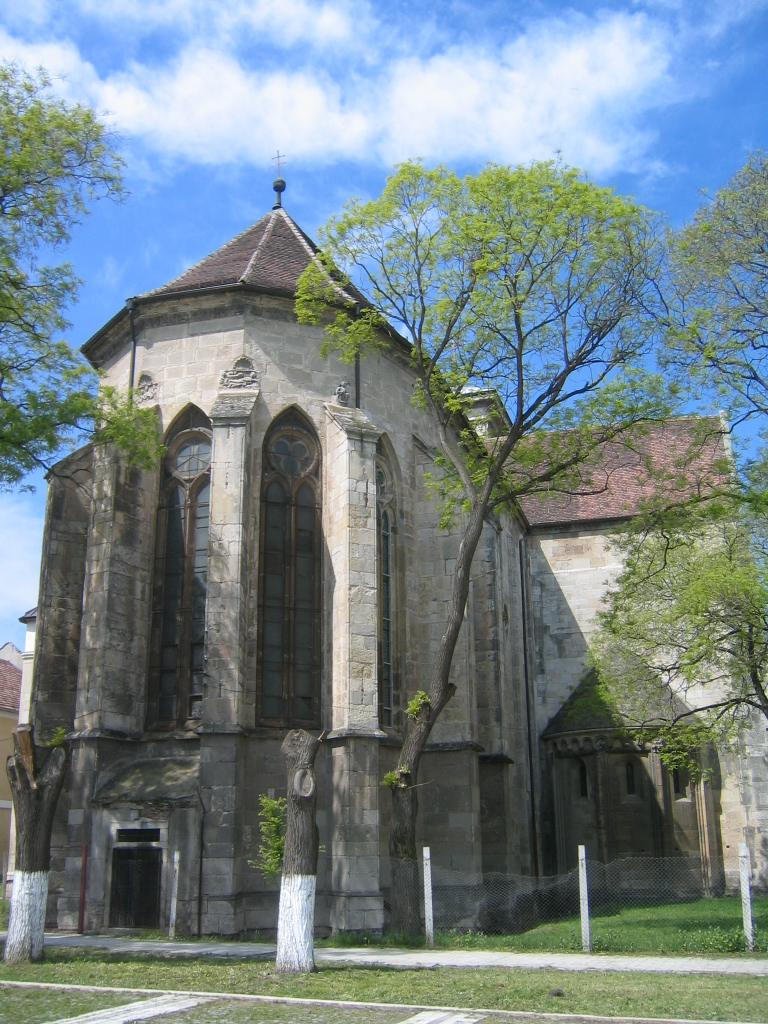
Gyulafehérvári érseki székesegyház
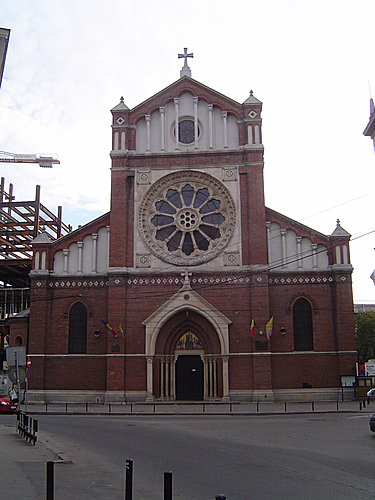
Szent József-székesegyház (Bukarest)
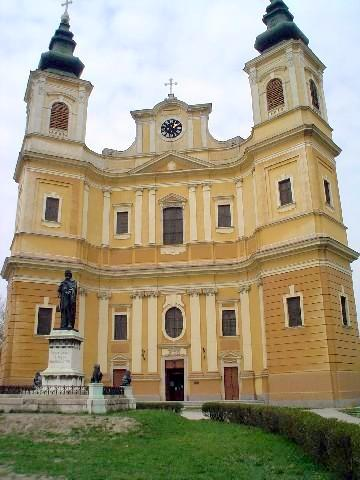
Nagyváradi római katolikus székesegyház (bazilika)
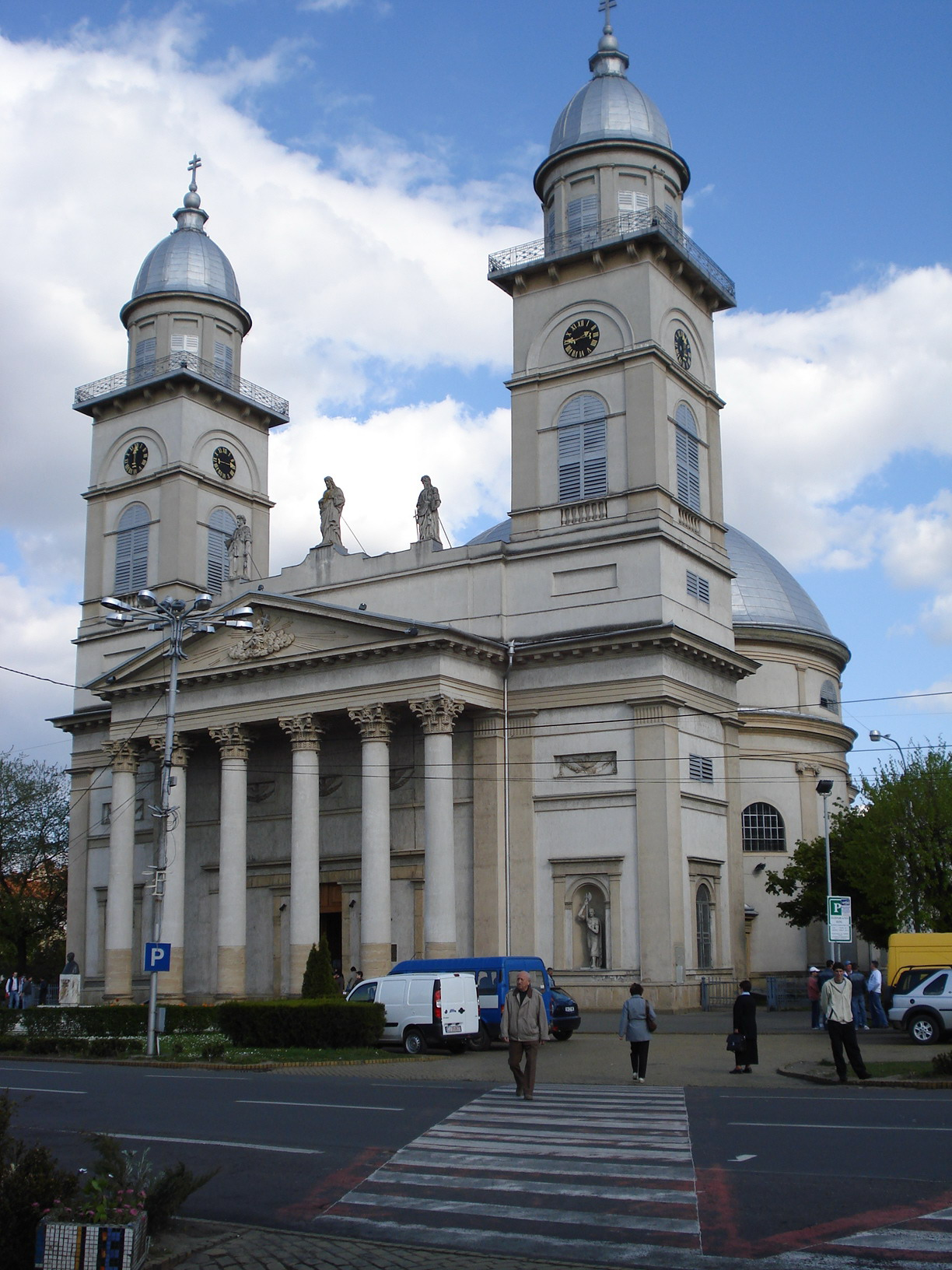
Szatmárnémeti római katolikus székesegyház
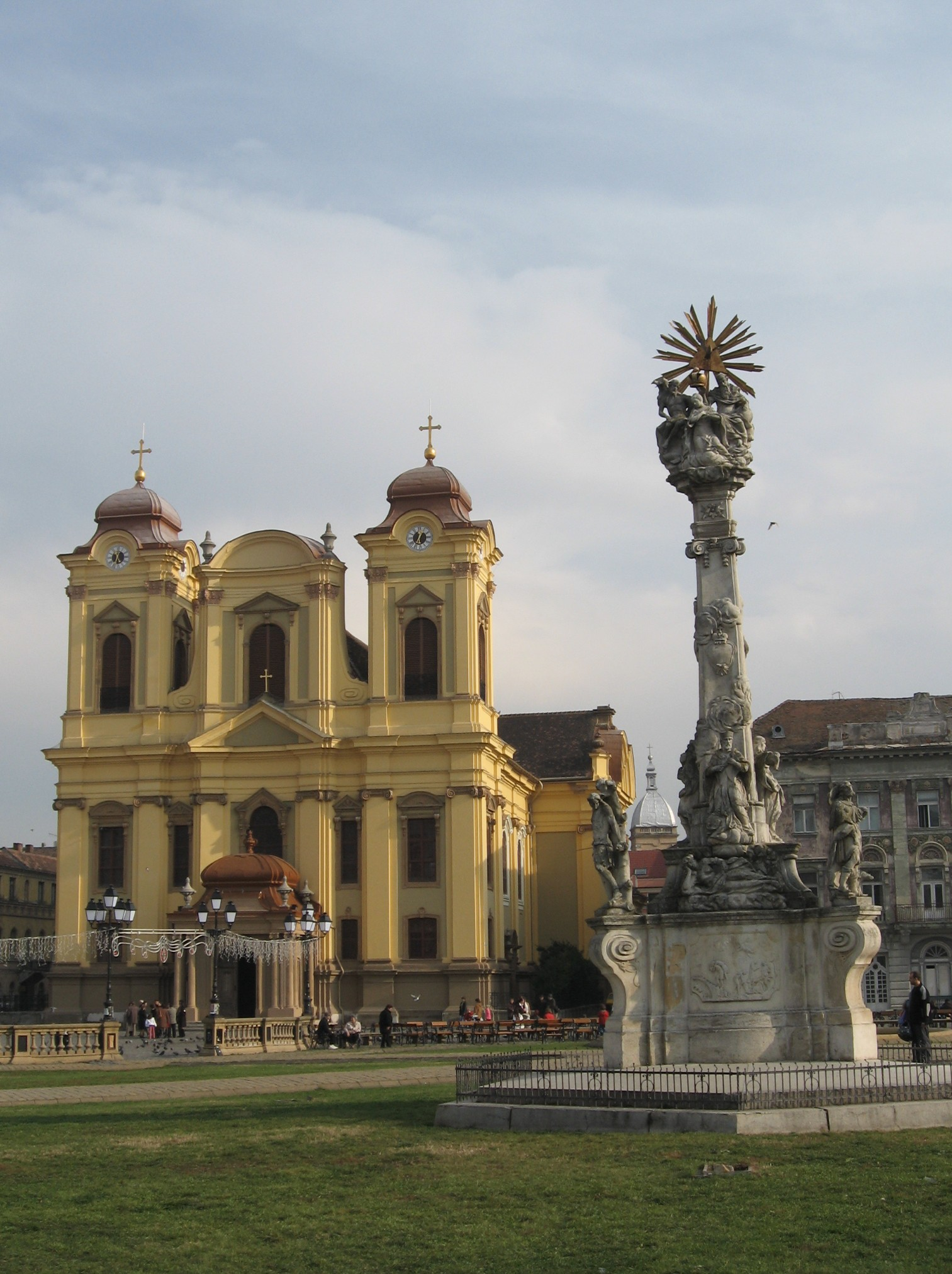
Temesvári római katolikus székesegyház
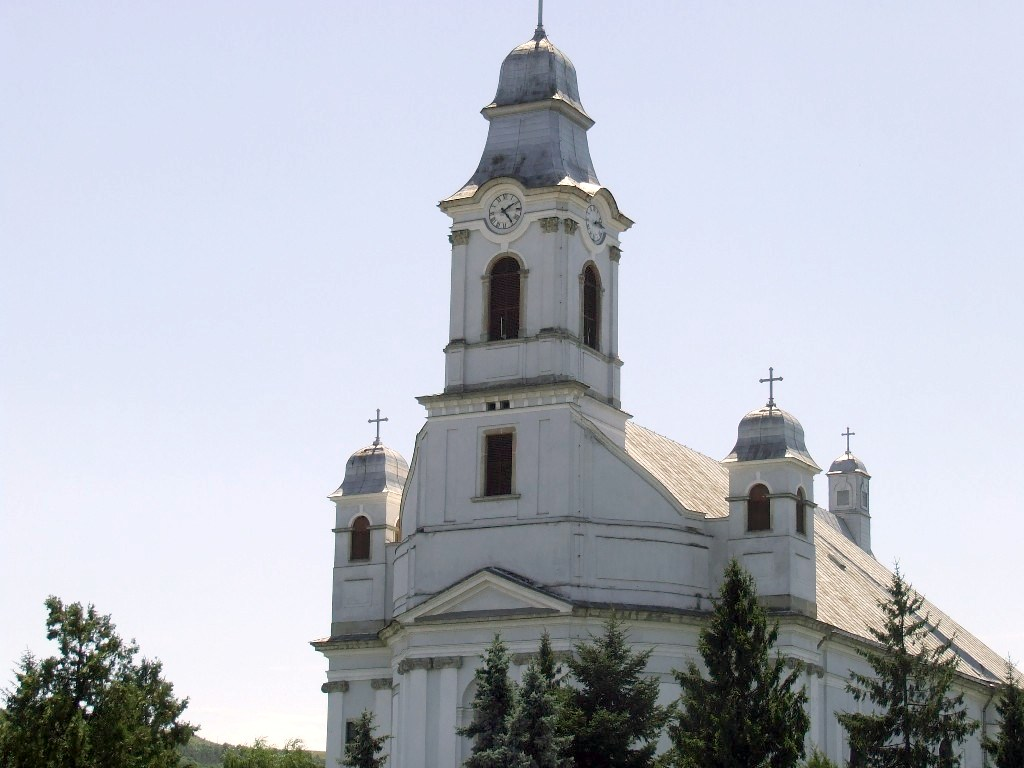
Szamosújvári örmény katolikus székesegyház
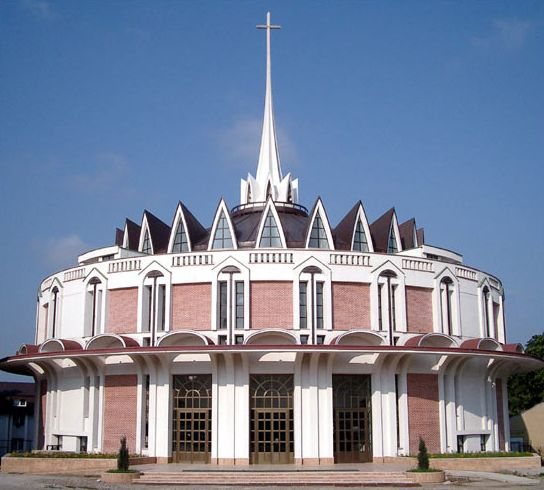
Jászvásári római katolikus székesegyház
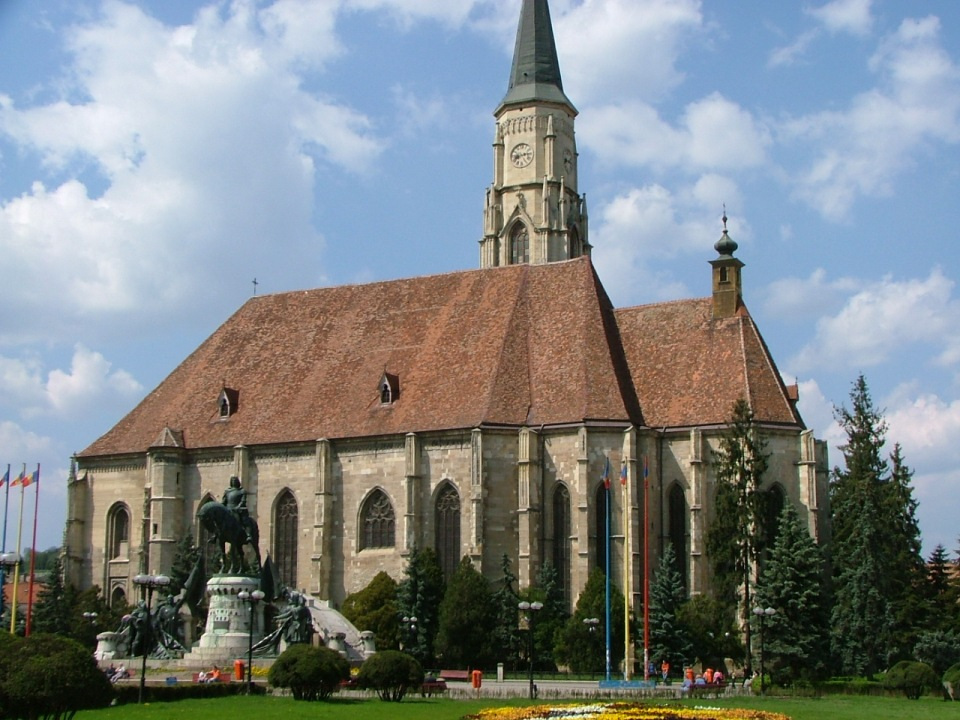
Szent Mihály-templom (Kolozsvár)
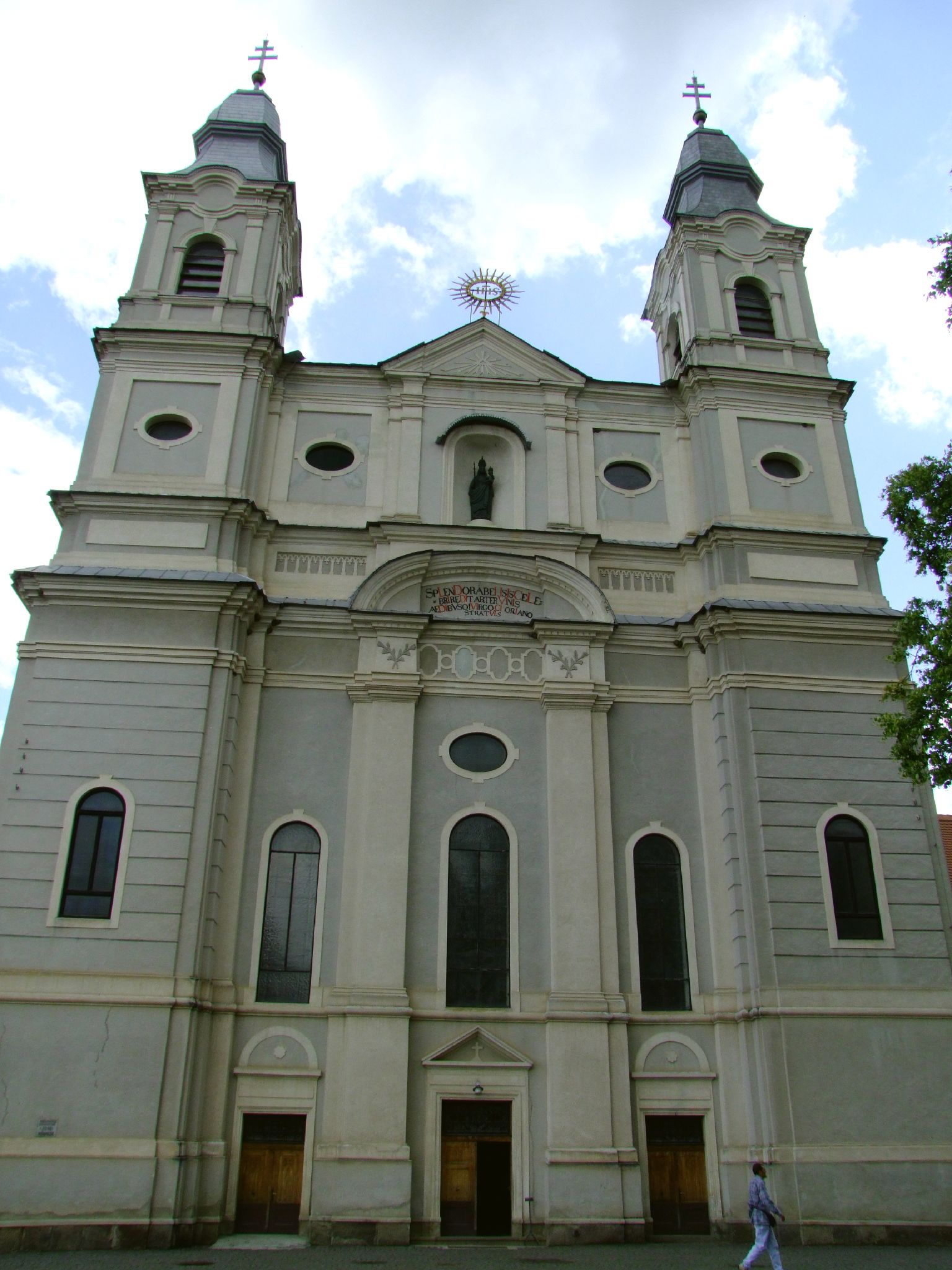
A csíksomlyói kegytemplom (ferences)
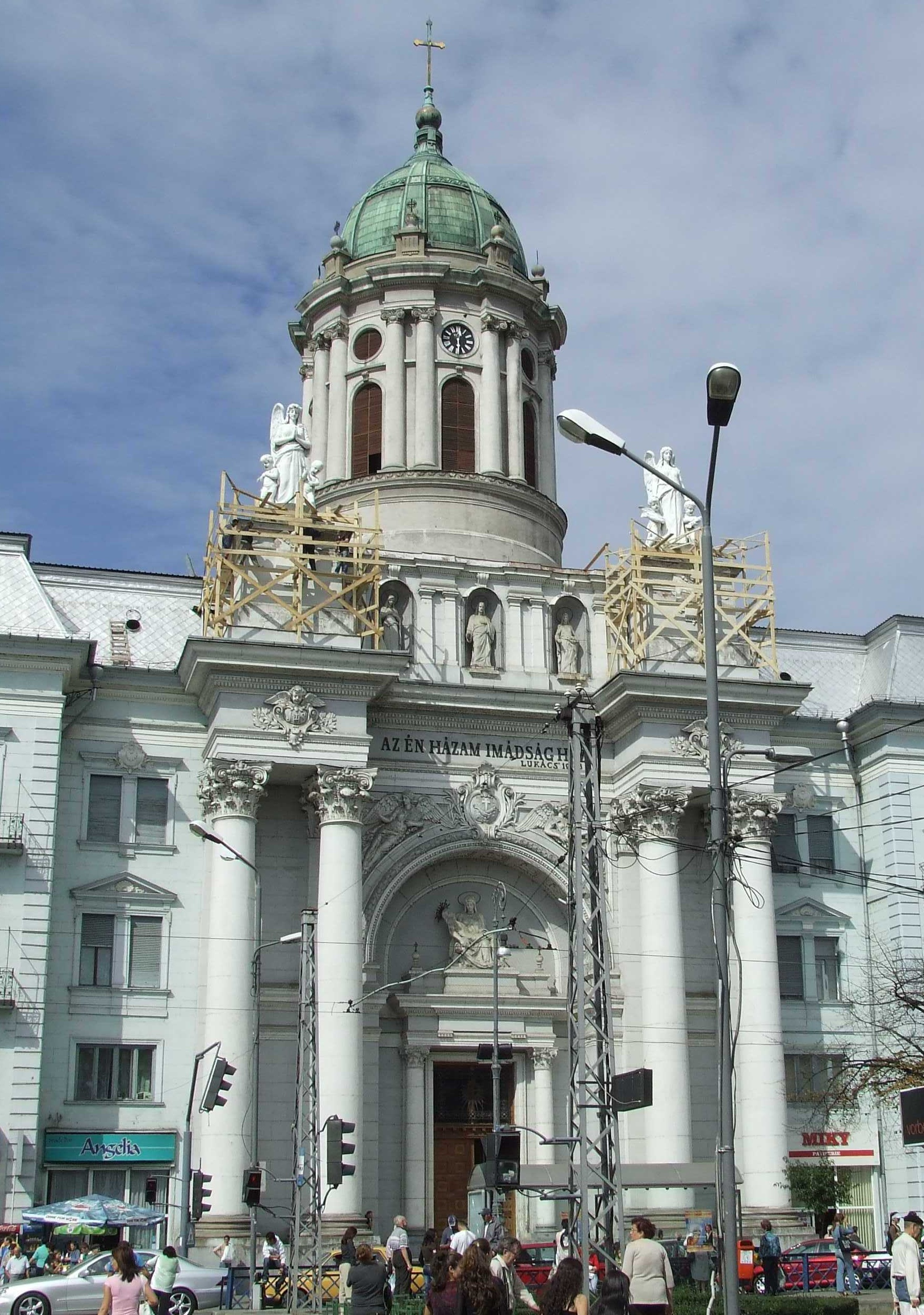
Az aradi minorita templom
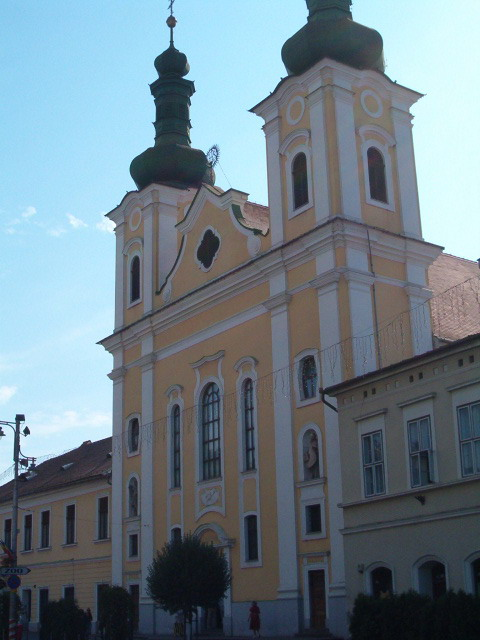
A marosvásárhelyi katolikus plébániatemplom
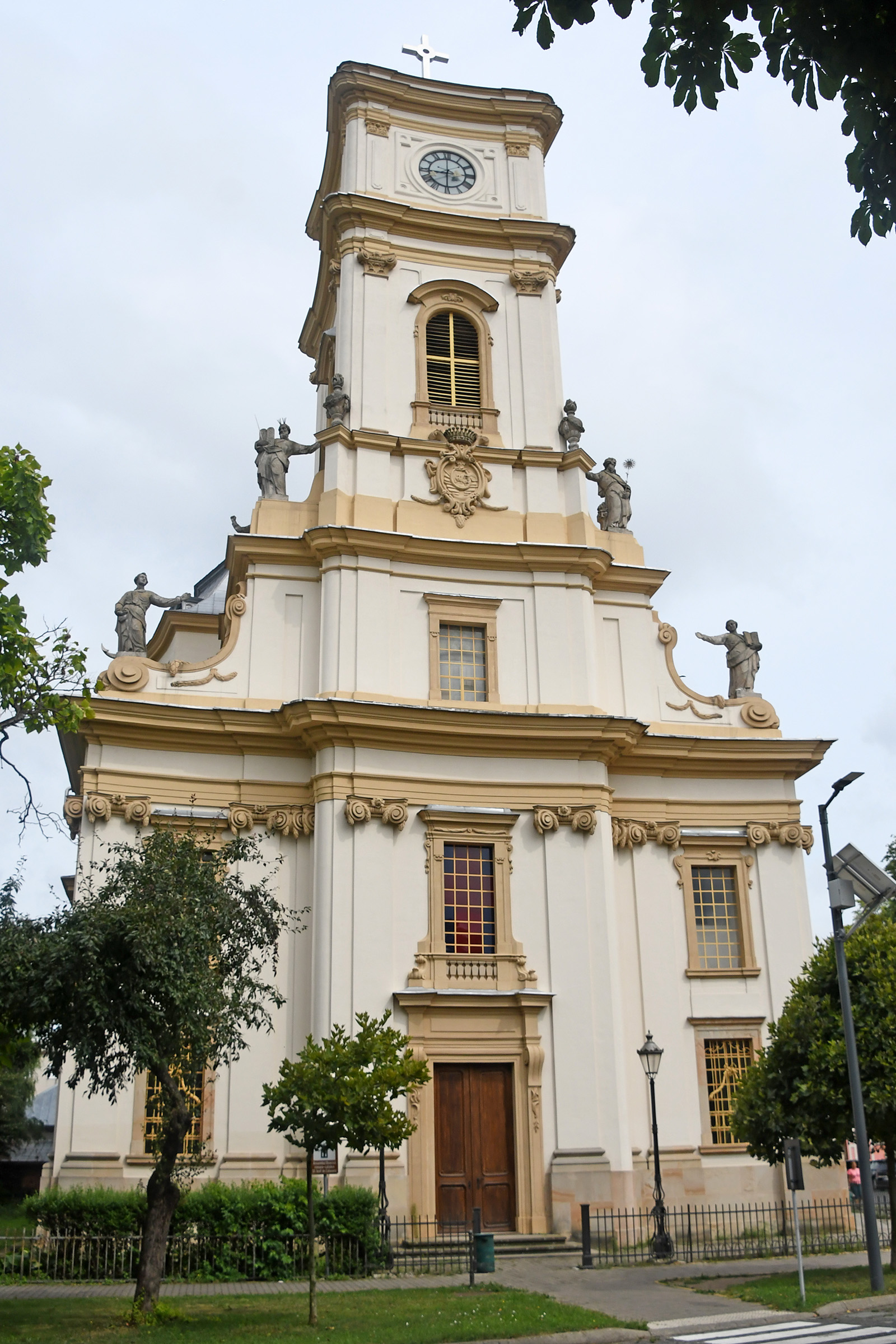
A nagykárolyi Kalazanci Szent József-templom
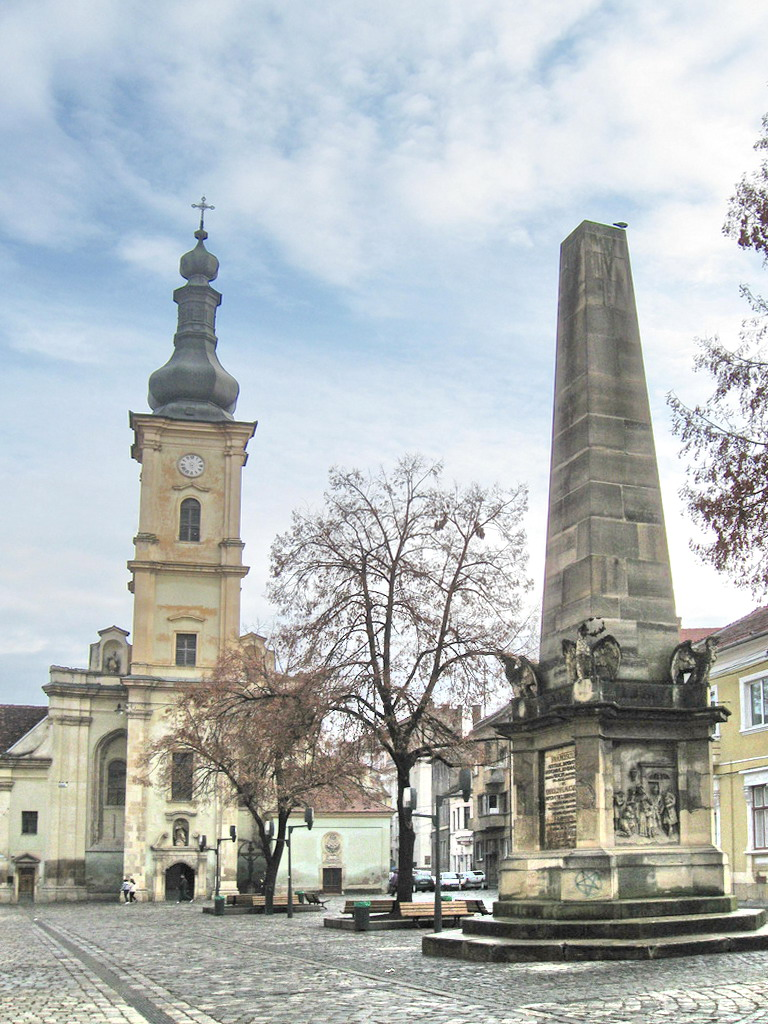
Ferences templom (Kolozsvár)
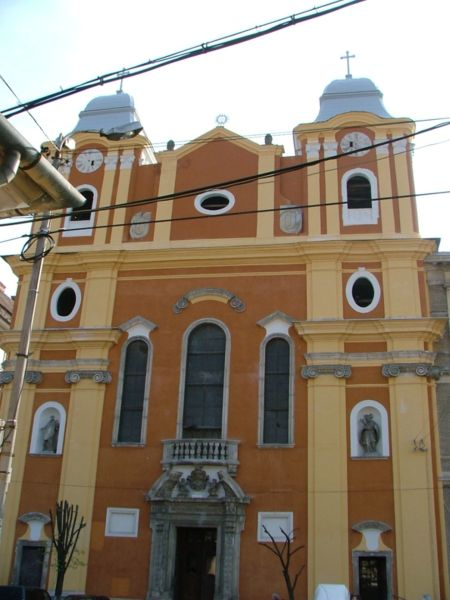
Piarista templom (Kolozsvár)

## Külső hivatkozások
- A romániai katolikus egyház honlapja
- A gyulafehérvári római katolikus főegyházmegye honlapja
- A bukaresti római katolikus főegyházmegye (román nyelvű) honlapja
- Katolikus honlapok linkgyűjteménye
- A szatmári római katolikus egyházmegye honlapja
- A Nagyváradi Római Katolikus Püspökség honlapja
- A jászvásári római katolikus egyházmegye (román nyelvű) honlapja
- Az Örmény Katolikus Ordináriátus oldala Archiválva 2009. december 31-i dátummal a Wayback Machine-ben
- Nagyváradi egyházmegyei statisztikák Archiválva 2010. március 14-i dátummal a Wayback Machine-ben
- A 2002-es népszámlálási adatok nemzetiség és vallás szerint, megyékre lebontva
- A 2002-es népszámlálási adatok országos összesítésben